# Mirandolina
Mirandolina – opera buffa w trzech aktach kompozycji Bohuslava Martinů z librettem muzyka, której prapremiera odbyła się w maju 1959 w Pradze. Jej akcja dzieje się w renesansowej Florencji. Dzieło o kameralnym składzie orkiestry reprezentuje styl neoklasyczny, nawiązujący do włoskiej komedii muzycznej.

## Osoby[1]
- rycerz di Ripafratta – baryton
- markiz di Forlimpopoli - bas
- hrabia di Albafloria – tenor
- Mirandolina – sopran
- Ortensia – sopran
- Dejanira – mezzosopran
- Fabriozo - tenor
- służący di Ripafratty – bas
- jubiler – tenor